# Irma Sèthe
Irma Sèthe, née le 27 avril 1876 à Bruxelles et morte le 12 mai 1958 à New York, est une violoniste et pédagogue belge.

## Biographie

### Jeunesse et apprentissage
Irma Sèthe est la fille de Gérard Sèthe (1827-1893), négociant en textile, et de Louise Frédérique Seyberth (1847-1923). Elle a deux sœurs aînées : Maria (1867-1943), qui épouse en 1894 l'architecte belge Henry van de Velde, et Alice, qui épousera quant à elle le sculpteur belge Paul Du Bois. Irma a également un frère cadet, Walter (1878-1937), ingénieur.
Dès son plus jeune âge, Irma Sèthe est initiée au monde musical par sa mère, et à cinq ans, elle commence son apprentissage avec Ottomar Jokisch (1841-1901). Durant l'été 1885, la jeune fille poursuit son apprentissage au violon auprès du violoniste allemand August Wilhelmj.

### Formation musicale
Le 23 septembre 1890, Irma Sèthe est admise au Conservatoire royal de Bruxelles, où elle intègre la classe de perfectionnement en violon d'Eugène Ysaÿe, et où elle suit également les cours d'harmonie de Gustave Huberti et le cours d'ensemble instrumental de Jean-Baptiste Colyns (1834-1902). Le 6 mai 1891, Eugène Ysaÿe l'invite à se produire à ses côtés au St. James's Hall à Londres dans des œuvres de Felix Mendelssohn, Piotr Ilitch Tchaïkovski et Henryk Wieniawski. Deux mois plus tard, début juillet 1891, Irma se voit décerner le premier prix en violon à l'âge de 15 ans. Parmi ses amis de l'époque figurent les Belges Guillaume Lekeu et Mathieu Crickboom, avec qui elle se produit en concert. Si le registre des matricules des élèves signale sa sortie du Conservatoire en septembre 1891, il semble qu'elle soit restée plus longtemps au sein de l'institution, aidant certains élèves d'Eugène Ysaÿe dans leur apprentissage jusqu'en 1894. Cette même année marque le départ d'Ysaÿe pour sa première tournée américaine mais aussi la fin de sa relation amoureuse avec Irma Sèthe. Avant la séparation, il compose pour elle son Poème concertant, tandis que Théo Van Rysselberghe la peint dans un célèbre portrait, Portrait d'Irma Sèthe. Dans une lettre à Irma, Ysaÿe écrit : « je trouve que ce Poème est 'le nôtre', que cette musique raconte le drame passionnel qui se joue ici, à cette heure ; [...] Oui, je sens que n'importe quelle œuvre que j'écrirai ne dira mieux que celle-ci ce chapitre bien amer de mon existence ! ».

### Carrière
À partir de 1898, Irma Sèthe est installée à Berlin avec son mari, le philosophe, journaliste, écrivain et diplomate russe Samuel Saenger (1864-1944), et joue au sein de l'Orchestre philharmonique de Berlin. La même année, elle donne naissance à sa première fille, Élisabeth (1898-1990). Sa seconde fille, Magdalene (1907-1991), vient au monde neuf ans plus tard, en août 1907.
Dès 1909, Irma Sèthe est membre du Berliner Kammerspiel-Trio avec le pianiste Walther Lampe (1872-1964) et le violoncelliste Otto Urack (1884-1963). Parallèlement, la violoniste donne des cours privés de violon.
Durant la période 1894 à 1911, elle collabore avec de nombreux artistes : Marguerite Swale, Gustav Ernest, Alfred Reisenauer, Paul Ludwig, George Henschel, Henry Bird, Eleanor King, Louis Hillier, Waldemar Lütschg et Erna Klein.
Le 12 mars 1897, Louis Hillier l'accompagne au piano au St. James Hall de Londres, notamment dans sa pièce Serpentine qu'il lui dédie. La musicienne est également la dédicataire du Concerto pour violon en sol majeur d'Émile Mathieu, de la Sonate pour violon et piano en do mineur de Jean Huré ou encore de la 3e Sonate en mi mineur de Philipp Scharwenka. 

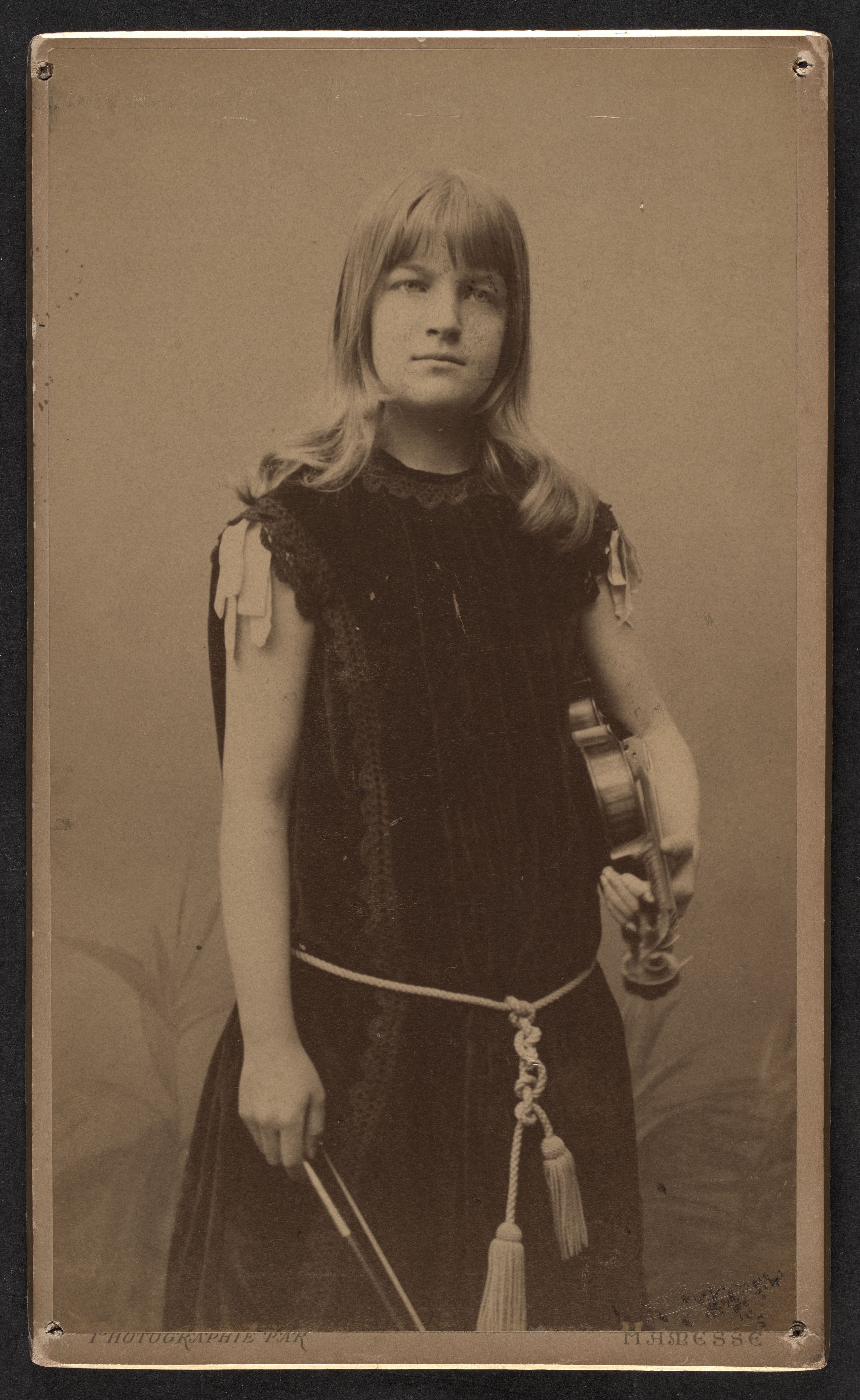
Irma Sèthe photographiée par Adolphe Hamesse.

Irma Sèthe cesse de se produire en public au début de la Première Guerre mondiale. Après la guerre, elle s'installe brièvement à Prague avec son mari. En 1922, le couple regagne Berlin, où il demeure jusqu'à la Seconde Guerre mondiale. En 1939, le couple Saenger-Sèthe fuit l'Europe pour les États-Unis, prenant le bateau à Lisbonne pour atteindre New York le 26 mars 1941, où ils rejoignent leur fille puînée Magdalene.
Après le décès de son mari en 1944, Irma Sèthe vit un exil difficile et sombre peu à peu dans la folie. Hébergée par sa fille aînée Élisabeth à New York, elle décède à l'âge de 82 ans, laissant parmi ses effets personnels son demi-violon d'enfant, qui a intégré les collections de la Bibliothèque royale de Belgique en juin 2022.

### Articles
- Marie Cornaz, "SETHE, Irma", in Nouvelle Biographie Nationale, t. 16 (2023), pp. 230-233.
- Volker Timmermann, Saenger-Sethe, Irma, Sophie Drinker Institut für muzikwissenschaftliche Frauen-und Geschlechterforschung, 2016.
- Silke Wenzel, Irma Saenger-Sethe, Musik und Gender im Internet, 2017.

### Ouvrages
- Marie Cornaz, À la redécouverte d'Eugène Ysaÿe, Turnhout, Brepols, 2019 (pp. 60-92, 286, 310).